# پاتریک گلوکنر
پاتریک گلوکنر (انگلیسی: Patrick Glöckner؛ زادهٔ ۱۸ نوامبر ۱۹۷۶) بازیکن فوتبال است.
از باشگاه‌هایی که در آن بازی کرده‌است می‌توان به باشگاه فوتبال آینتراخت فرانکفورت اشاره کرد.